# Tricellaria dubia
Tricellaria dubia är en mossdjursart som beskrevs av Silén 1941. Tricellaria dubia ingår i släktet Tricellaria och familjen Candidae. Inga underarter finns listade i Catalogue of Life.